# Sosa (paroisse civile)
Pour les articles homonymes, voir Sosa.
Sosa est l'une des deux paroisses civiles de la municipalité de Julián Mellado dans l'État de Guárico au Venezuela. Sa capitale est Sosa.

## Géographie

### Démographie
Hormis sa capitale Sosa, chef-lieu de la municipalité, la paroisse civile comporte plusieurs localités, dont :
- La Encrucijada (partagé avec El Sombrero)
- Mapoco
- Sosa